# 1989
- Wikisource

| Calendário gregoriano                                                        | 1989 MCMLXXXIX                      |
| Ab urbe condita                                                              | 2742                                |
| Calendário arménio                                                           | 1439 – 1440                         |
| Calendário bahá'í                                                            | 145 – 146                           |
| Calendário budista                                                           | 2533                                |
| Calendário chinês                                                            | 4685 – 4686 Início a 6 de fevereiro |
| Calendário copta                                                             | 1705 – 1706                         |
| Calendário etíope                                                            | 1981 – 1982                         |
| Calendários hindus - Vikram Samvat - Calendário nacional indiano - Cáli Iuga | 2044 – 2045 1910 – 1911 5089 – 5090 |
| Calendário Holoceno                                                          | 11989                               |
| Calendário islâmico                                                          | 1410 – 1411                         |
| Calendário judaico                                                           | 5749 – 5750 Início a 30 de setembro |
| Calendário persa                                                             | 1367 – 1368 Início a 21 de março    |
| Calendário rúnico                                                            | 2239                                |
| Calendário solar tailandês                                                   | 2532                                |

1989 (MCMLXXXIX, na numeração romana) foi um ano comum do século XX que começou num domingo, segundo o calendário gregoriano. A sua letra dominical foi A. A terça-feira de Carnaval ocorreu a 7 de fevereiro e o domingo de Páscoa a 26 de março. Segundo o horóscopo chinês, foi o ano da Serpente, começando a 6 de fevereiro.

| Evento                                                   | Data            | Hora  |
| -------------------------------------------------------- | --------------- | ----- |
| Aquário                                                  | 20 de janeiro   | 02:07 |
| Peixes                                                   | 18 de fevereiro | 16:21 |
| primavera no hemisfério norte e outono no hemisfério sul |                 |       |
| Carneiro/equinócio                                       | 20 de março     | 15:29 |
| Touro                                                    | 20 de abril     | 02:39 |
| Gémeos                                                   | 21 de maio      | 01:54 |
| verão no hemisfério norte e inverno no hemisfério Sul    |                 |       |
| Caranguejo/solstício                                     | 21 de junho     | 09:54 |
| Leão                                                     | 22 de julho     | 20:46 |
| Virgem                                                   | 23 de agosto    | 03:47 |
| Outono no Hemisfério Norte e Primavera no Hemisfério Sul |                 |       |
| Balança/equinócio                                        | 23 de setembro  | 01:20 |
| Escorpião                                                | 23 de outubro   | 10:36 |
| Sagitário                                                | 22 de novembro  | 08:05 |
| inverno no hemisfério norte e verão no hemisfério sul    |                 |       |
| Capricórnio/solstício                                    | 21 de dezembro  | 21:22 |

| UTC: Portugal Continental, Madeira, Guiné-Bissau e São Tomé e Príncipe Subtrair (-): 1 h nos Açores e Cabo Verde 2 h nas Ilhas oceânicas brasileiras 3 h em Brasília, em Goiás, na Amazônia Oriental Brasileira e no nordeste, sudeste e sul brasileiros 4 h na Amazônia Ocidental Brasileira, Mato Grosso e Mato Grosso do Sul 5 h no Acre e sudoeste do Amazonas Adicionar (+): 1 h em Angola e Guiné Equatorial 2 h em Moçambique 8 h em Macau 9 h em Timor-Leste. |
| Adicionar uma hora durante a vigência do horário de verão: Portugal Continental : De 26 de março a 24 de setembro de 1989 |

| Ano completo                    |
| ------------------------------- |
| Ano comum com início ao domingo |

## Eventos

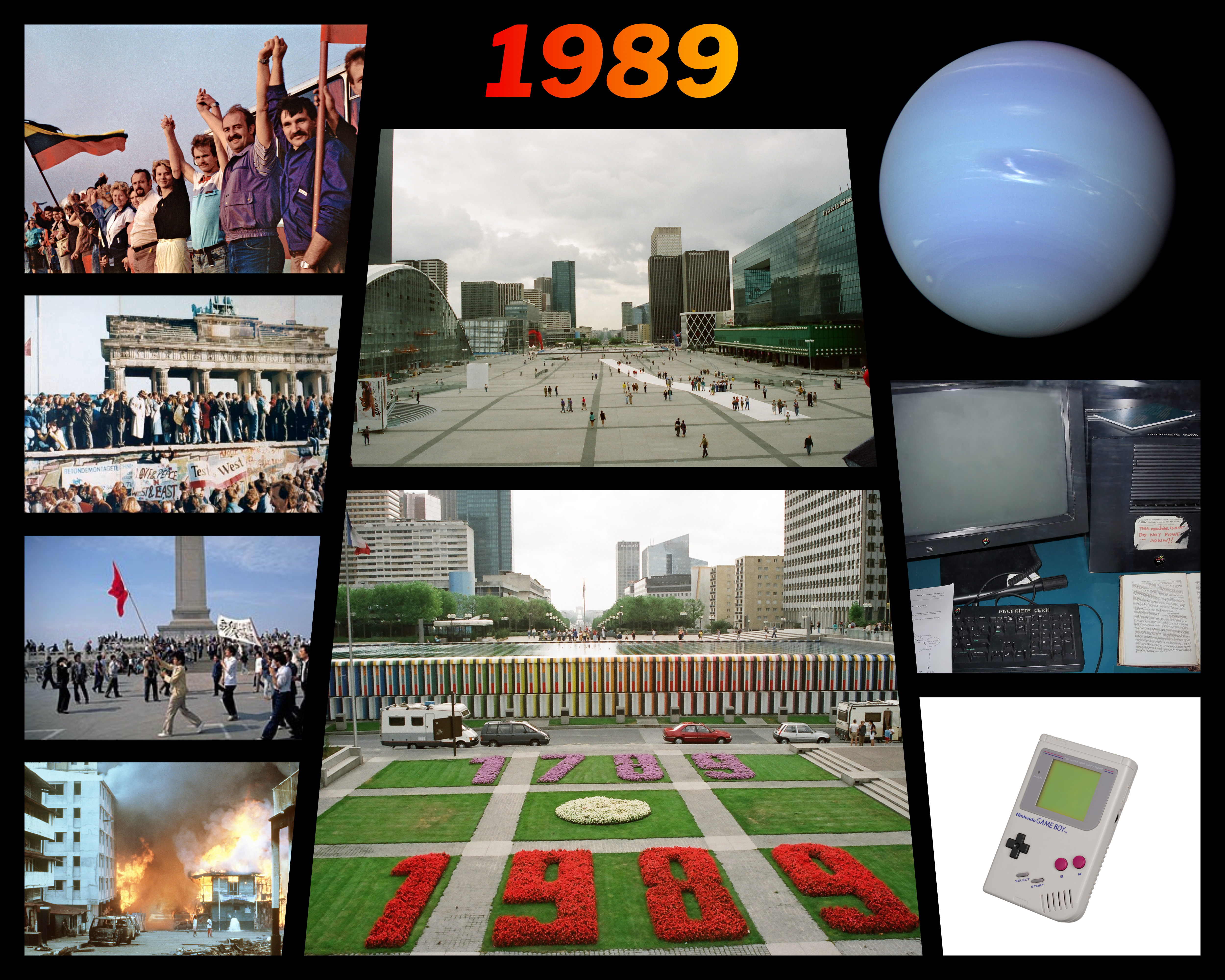

### Janeiro
- 1 de janeiro - Naufrágio do Bateau Mouche, durante réveillon na praia de Copacabana, Rio de Janeiro, matando 55 das 142 pessoas a bordo.
  - Entra em vigor o Protocolo de Montreal, ratificado por 29 países e a CEE (Comunidade Econômica Europeia), para proteger a camada de ozônio.
- 7 de janeiro – no Japão, o príncipe Akihito, de 55 anos, recebe os símbolos da sucessão de seu pai, Hirohito, como novo imperador.
- 15 de janeiro - no Brasil, o Ministro da Fazenda Maílson da Nóbrega lança o Plano Verão e uma nova moeda no país: o cruzado novo.
- 20 de janeiro – George H. W. Bush toma posse como o 41º Presidente dos Estados Unidos.

### Fevereiro
- 2 de fevereiro – na Venezuela, Carlos Andrés Pérez assume a presidência.
- 3 de fevereiro – no Paraguai, é deposto o general Alfredo Stroessner como consequência de um golpe de estado liderado pelo general Andrés Rodríguez.
- 5 de fevereiro – Retirada da União Soviética do Afeganistão
- 6 de fevereiro – 30 mil soldados soviéticos abandonam o Afeganistão, a capital, Kabul, entra em situação de caos.
  - A organização anticomunista polaca Solidariedade inicia discussões com o governo.
- 7 de fevereiro – O conflito nacionalista entre Armênia e Azerbaijão causou 91 mortes e 1 532 feridos, segundo fontes oficiais.
- 9 de fevereiro – O governo da Alemanha Ocidental proíbe o partido neonazista no país.
- 11 de fevereiro – Cabul, capital do Afeganistão, é sitiada pela guerrilha e minada pela quinta coluna durante a saída dos soldados soviéticos da cidade.
- 18 de fevereiro – em Marrakech (Marrocos), cria-se a UMA (União do Magreb Árabe), um acordo entre os chefes de Estado do Marrocos, da Líbia, da Argélia, da Tunísia e da Mauritânia.
- 19 de fevereiro – É detectado pela primeira vez o nascimento de uma estrela pulsante entre os restos da supernova 1987 A.
- 23 de fevereiro – Aprova-se, em um referendum, a reforma constitucional que acabará com o regime de partido único na Argélia.
- 24 de fevereiro – No Irã, o líder Ayatolá Komeini oferece uma recompensa de 3 milhões de dólares a quem assassinar o escritor angloindiano Salman Rushdie, por entender que seu trabalho Os Versos Satânicos ofende o Islam.
- 27 e 28 de fevereiro - Rebelião popular na Venezuela, conhecida como o Caracaço.

### Março
- 3 de março – no Sudão, partidos e sindicatos chegam a um acordo para pôr fim à guerra civil que assola o país há quase 6 anos.
- 18 de março - Inaugurado o Memorial da América Latina, em São Paulo.
- 20 de março - Morreu a atriz brasileira Dina Sfat.[1]
- 25 de março - Sir Tim Berners-Lee inventa a World Wide Web (WWW) no CERN.

### Abril
- 9 de abril - uma manifestação em Tbilisi, capital da República Socialista Soviética Geórgia, termina em tragédia por confrontos entre os manifestantes e o Exército Vermelho. Faleceram 20 pessoas.
- 15 de abril - durante a semifinal da Taça da Inglaterra entre Liverpool e Nottingham Forest, uma grade cedeu no Estádio de Hillsborough, fazendo com que 96 torcedores do Liverpool fossem pisoteados, ficando conhecida como a tragédia de Hillsborough.
- 17 de abril - na Polônia, a organização Solidariedade é legalizada.
- 21 de abril - dá-se a manifestação dos Secos e Molhados, em Lisboa, Portugal
- 27 de abril - na República Popular da China, grandes manifestações ocorrem na Praça da Paz Celestial em Pequim.

### Maio
- 14 de maio - Carlos Saúl Menem obtém maioria absoluta dos votos nas eleições presidenciais da Argentina.
- 20 de maio - Fundação da cidade de Palmas, capital do estado do Tocantins, Brasil.
- 23 de maio - Richard von Weizsäcker é reeleito Presidente da Alemanha pela Convenção Federal para mais 5 anos de governo, foi também durante o governo de Weizsäcker que ocorreu a Queda do Muro de Berlim e a Reunificação da Alemanha.
- 24 de maio - O Milan é campeão europeu ao vencer o Steaua Bucareste por 4 x 0 na final da Taça dos Campeões Europeus de 1988/89.
- 31 de maio - O Atlético Nacional vence o Olimpia e é campeão da Copa Libertadores da América.[2]

### Junho
- 3-6 de junho - Protestos estudantis em Pequim, República Popular da China.
- 4 de junho - As primeiras eleições livres na Polônia depois os anos 1920. O "Solidariedade" ganha.
- 5 de junho - O Rebelde Desconhecido, um manifestante chinês na Praça da Paz Celestial em Pequim, para uma coluna de carros de combate, colocando-se à frente dos blindados.
- 6 de junho - Muitos iranianos assistem ao funeral do Ayatolá Khomeini.
- 7 de junho - Morreu a cantora e compositora Nara Leão.[3]
  - Morre o poeta brasileiro Paulo Leminski.

### Julho
- 14 de julho - Bicentenário da Tomada da Bastilha na França.
- 16 de julho - O Brasil é campeão da Copa América de 1989 depois de vencer o Uruguai por 1 x 0 na final.[4]
- 27 de julho - MOTHER é lançado no Japão.

### Agosto
- 2 de agosto - Morreu o cantor brasileiro Luiz Gonzaga.[5]
- 21 de agosto - Ocorre uma manifestação em Praga, Tchecoslováquia, no vigésimo primeiro aniversário da Primavera de Praga.
  - Morre o cantor brasileiro Raul Seixas.
- 23 de agosto - Uma cadeia de pessoas de mãos dadas, denominada "Cadeia Báltica", é formada na União Soviética, ligando as três cidades de Vilnius, Riga e Talim, capitais dos Estados Bálticos.
- 24 de agosto - Tadeusz Mazowiecki, membro de Solidariedade,  é eleito primeiro-ministro da Polônia.
- 26 de agosto - A nave robótica norte-americana Voyager 2 passa perto do planeta Neptuno.

### Setembro
- 2 de setembro - Na final da primeira edição da Copa do Brasil, o Grêmio derrota o Sport e é campeão.[6]
- 3 de setembro - Queda do voo 254 da VARIG.
- 5 de setembro - O presidente George H. W. Bush decretou "Tolerância Zero" aos traficantes e usuários de drogas ilícitas, anunciando repressão e várias prisões de quem for pego consumindo qualquer tipo de droga. Com isso, o combate ao tráfico se intensificou com o aumento de fiscalização policial.
- 10 de setembro - na Hungria, a fronteira com a Áustria é aberta, permitindo a fuga dos refugiados da Alemanha Oriental
- 13 de setembro - em Weilheim, na Alemanha nasce o futebolista alemão Thomas Müller.

### Outubro
- 9 - 31 de outubro - Grandes manifestações na cidade de Lípsia na Alemanha Oriental contra o governo.
- 14 de outubro - Nasce em Caracas, a cantora, compositora, produtora e DJ Alejandra Ghersi Rodríguez, mais conhecida por seu nome artístico Arca.
- 18 de outubro - Resignação do presidente da Alemanha Oriental, Erich Honecker.
- 24 de outubro - Nasce em Gotemburgo, na Suécia, o youtuber, vlogger, comediante e produtor Felix Arvid Ulf Kjellberg, mais conhecido pelo seu apelido online PewDiePie, este que em 2013 se tornaria o maior youtuber do mundo.

### Novembro
- 9 de novembro - Queda do Muro de Berlim.
- 10 de novembro - Demissão do líder comunista da Bulgária, Todor Jivkov.
- 13 de novembro - Hans-Adam II do Liechtenstein sucede o seu pai como novo príncipe.
- 15 de novembro - Centenário da Proclamação da República Brasileira.
- 17 de novembro - Explode a Revolução de Veludo na Tchecoslováquia.
- 24 de novembro - Resignação do Partido Comunista da Tchecoslováquia como resultado da revolução.
- 27 de novembro - 107 pessoas morrem em atentado a bomba ao voo Voo Avianca 203 orquestrado por Pablo Escobar.

### Dezembro
- 3 de dezembro - Encontro dos presidentes George H. W. Bush e Mikhail Gorbachev. Anúncio do fim da Guerra Fria.
- 13 de dezembro - nasce na cidade de Reading (Pensilvânia), Taylor Swift.
- 16 de dezembro
  - Rebelião na cidade de Timişoara na Roménia.
  - O Vasco vence o São Paulo na final do Campeonato Brasileiro de Futebol e é campeão brasileiro pela segunda vez.[7]
- 17 de dezembro
  - Fernando Collor de Mello é eleito presidente do Brasil.
  - O Milan derrota o Atlético Nacional na final da Copa Europeia/Sul-Americana de 1989 e é campeão mundial.
- 19 de dezembro - É fundado o Paraná Clube, a partir da fusão dos clubes Pinheiros e Colorado.
- 21 de dezembro - Começa a Revolução Romena de 1989.
- 22 de dezembro - Nicolae Ceauşescu, o líder comunista da Roménia, é deposto.

## Nascimentos
- 27 de janeiro - Fabio Grangeon, ator francês-taiwanês.
- 13 de dezembro - Taylor Alison Swift, cantora, compositora, produtora, diretora e empresária norte-americana.

## Mortes
- 7 de janeiro - Hirohito, Imperador do Japão. (n. 1901)
- 23 de janeiro - Salvador Dalí, Pintor. (n. 1904)
- 30 de janeiro - Carlos Alexandre (cantor), Cantor. (N. 1957)
- 9 de fevereiro - Osamu Tezuka, mangaká, escritor e médico (n. 1928)
- 17 de fevereiro - Guy Laroche, estilista de moda (n. 1921)
- 20 de março - Dina Sfat, grande atriz de televisão, cinema e teatro.
- 19 de abril - Daphne du Maurier, escritora britânica. (n. 1907)
- 2 de maio - Giuseppe Siri, cardeal italiano (n. 1906)
- 3 de junho - Ruhollah Khomeini, estadista e líder supremo iraniano. (n. 1902)
- 7 de junho - Nara Leão, cantora brasileira. (n. 1942)
- 7 de Junho - Paulo Leminski, poeta brasileiro. (n. 1944)
- 14 de junho - Joseph-Albert Malula, cardeal congoloes (n. 1917)
- 23 de junho - Timothy Manning, cardeal irlandês (n. 1909)
- 16 de julho - Herbert von Karajan, maestro austríaco. (n. 1908)
- 23 de julho - Michael Sundin, apresentador de televisão, ator, dançarino e trampolinista inglês (n. 1961).
- 27 de julho - Ross Warren, jornalista australiano (n. 1964).
- 2 de agosto - Luiz Gonzaga, compositor e cantor popular brasileiro. (n. 1912)
- 21 de agosto - Raul Seixas, cantor e compositor brasileiro. (n. 1945)
- 22 de agosto - George Bernard Flahiff, cardeal canadiano (n 1905)
- 28 de setembro - Ferdinando Marcos, presidente das Filipinas de 1965 a 1986. (n. 1917)
- 6 de outubro - Bette Davis, atriz estadunidense de cinema, televisão e teatro. (n. 1908)
- 11 de outubro - Paul Shenar, ator e diretor de teatro americano (n. 1936).
- 13 de novembro - Franz Josef II, Príncipe de Liechtenstein. (n. 1906)
- 28 de novembro - Ernesto Civardi, cardeal italiano. (n. 1906)
- 30 de novembro - Ahmadou Ahidjo, presidente dos Camarões de 1960 a 1982. (n. 1924).
- 25 de dezembro - Nicolae Ceauşescu, ditador romeno, condenado à morte e fuzilado ao lado da mulher. (n. 1918)

## Por tema
- 1989 na arte
- 1989 no Brasil
- 1989 na ciência
- 1989 no cinema
- Desastres em 1989
- 1989 no desporto
- 1989 na informática
- 1989 nos jogos eletrônicos
- 1989 no jornalismo
- 1989 na literatura
- 1989 na música
- 1989 na política
- 1989 no teatro
- 1989 na televisão

## Prémio Nobel
- Física - Hans G. Dehmelt,[8] Wolfgang Paul,[8] Norman F. Ramsey[8]
- Química - Sidney Altman,[9] Thomas R. Cech[9]
- Medicina - J. Michael Bishop,[10] Harold E. Varmus[10]

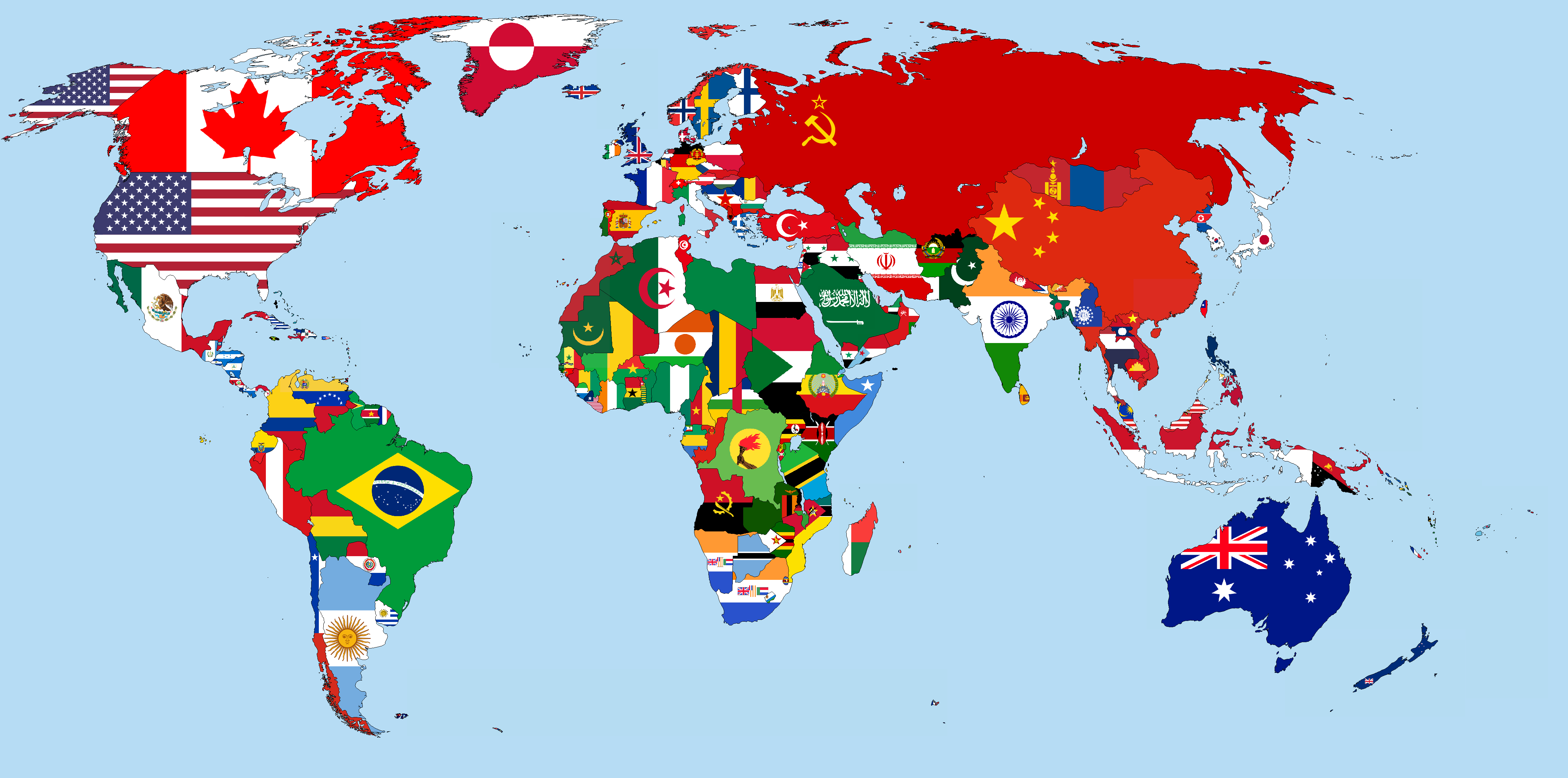
Mapa político do mundo em 1989 com as respectivas bandeiras nacionais.

- Literatura - Camilo José Cela[11]
- Paz - O 14° Dalai Lama[12]
- Economia - Trygve Haavelmo[13]

## Epacta e idade da Lua
| Epacta gregoriana | 24 (XXIV) |
| Idade da Lua      | Letra E   |